# التقسيم الإداري في أيرلندا الشمالية
أيرلندا الشمالية تنقسم إلى 11 ضاحية لأغراض الحكومة المحلية. في أيرلندا الشمالية المجالس المحلية لا تملك مجال الوظائف كمثيلاتها في باقي أنحاء المملكة المتحدة البريطانية. على سبيل المثال هي لا تملك مسؤوليات التعليم وبناء الطرق والإسكان (على الرغم من إمكانيتها لترشيح أعضاء لمجلس الإسكان لأيرلندا الشمالية) وتكمن وظائفها في خدمات التنظيف وإعادة التصنيع، وخدمات المجتمع والمواهب، والرقابة على البناء والاقتصاد المحلي، والتطوير الثقافي. وهي سلطات غير تخطيطية ولكن تستشار في بعض الخطط. وتدار الضرائب السكنية بواسطة وكالة الخدمات للأراضي والممتلكات.

## ضواحي الحكومة المحلية

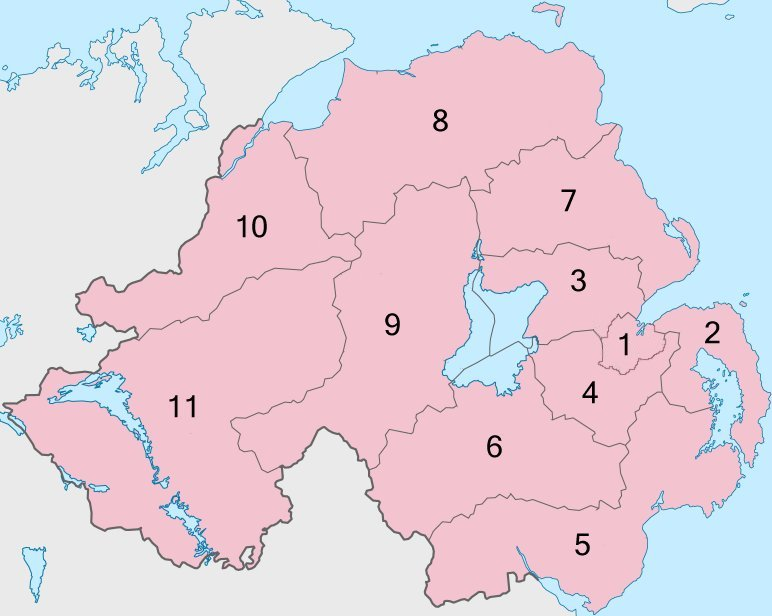

| الضاحية                                                  | المجلس                              |
| -------------------------------------------------------- | ----------------------------------- |
| فرمانه وأوما Fermanagh and Omagh                         | مجلس ضاحية فرمانه وأوماه            |
| ديري واستربان Derry and Strabane                         | مجلس ضاحية ديري واستربان            |
| وسط أولستر Mid-Ulster                                    | مجلس ضاحية أولستر                   |
| كازوي كوست وغلينز Causeway Coast and Glens               | مجلس ضاحية كازوي كوست وغلينز        |
| وسط وشرق أنترم Mid and East Antrim                       | مجلس ضاحية وسط وشرق أنترم           |
| أنتريم ونيوتاونأبي Antrim and Newtownabbey               | مجلس بورو أنتريم ونيوتاونأبي        |
| أردز وشمال داون Ards and North Down                      | مجلس بورو أردز وشمال داون           |
| أرما، بانبريدج وكريجافون Armagh, Banbridge and Craigavon | مجلس ضاحية أرما، بانبريدج وكريجافون |
| لزبورن وكاسلري Lisburn and Castlereagh                   | مجلس مدينة لزبورن وكاسلري           |
| نيوري، مورن وداون Newry, Mourne and Down                 | مجلس ضاحية نيوري، مورن وداون        |
| بلفاست Belfast                                           | مجلس مدينة بلفاست                   |

### تركيبة مجالس الضواحي
| المقاطعة                 |     | شين فين |     | الحزب الاتحادي الديموقراطية |    | الحزب الاشتراكي العمالي |    | حزب ألستر الوحدوي |    | حزب التحالف لأيرلندا الشمالية |    | صوت الاتحاد التقليدي |   | حزب الخضر في أيرلندا الشمالية |   | حزب التقدمية الاتحادي |   | حزب استقلال المملكة المتحدة |   | إن أي 21 |   | اتحاد الشعب قبل الربح |    | مستقلون | المجموع |         |
| فرمانه وأوما             | 17  | 17      | 5   | 5                           | 8  | 8                       | 9  | 9                 | 0  | 0                             | 0  | 0                    | 0 | 0                             | 0 | 0                     | 0 | 0                           | 0 | 0        | 0 | 0                     | 1  | 1       | 40/40   | 40/40   |
| ديري واستربان            | 16  | 16      | 8   | 8                           | 9  | 9                       | 2  | 2                 | 0  | 0                             | 0  | 0                    | 0 | 0                             | 0 | 0                     | 0 | 0                           | 0 | 0        | 0 | 0                     | 5  | 5       | 40/40   | 40/40   |
| وسط أولستر               | 18  | 18      | 8   | 8                           | 6  | 6                       | 7  | 7                 | 0  | 0                             | 0  | 0                    | 0 | 0                             | 0 | 0                     | 0 | 0                           | 0 | 0        | 0 | 0                     | 1  | 1       | 40/40   | 40/40   |
| كازوي كوست وغلينز        | 7   | 7       | 11  | 11                          | 6  | 6                       | 9  | 9                 | 1  | 1                             | 3  | 3                    | 0 | 0                             | 1 | 1                     | 0 | 0                           | 0 | 0        | 0 | 0                     | 2  | 2       | 40/40   | 40/40   |
| وسط وشرق أنترم           | 3   | 3       | 16  | 16                          | 1  | 1                       | 9  | 9                 | 3  | 3                             | 5  | 5                    | 0 | 0                             | 0 | 0                     | 1 | 1                           | 0 | 0        | 0 | 0                     | 2  | 2       | 40/40   | 40/40   |
| أنتريم ونيوتاونأبي       | 3   | 3       | 15  | 15                          | 4  | 4                       | 12 | 12                | 4  | 4                             | 2  | 2                    | 0 | 0                             | 0 | 0                     | 0 | 0                           | 0 | 0        | 0 | 0                     | 0  | 0       | 40/40   | 40/40   |
| أردز وشمال داون          | 0   | 0       | 17  | 17                          | 1  | 1                       | 9  | 9                 | 7  | 7                             | 1  | 1                    | 2 | 2                             | 0 | 0                     | 0 | 0                           | 0 | 0        | 0 | 0                     | 3  | 3       | 40/40   | 40/40   |
| أرما، بانبريدج وكريجافون | 8   | 8       | 13  | 13                          | 6  | 6                       | 12 | 12                | 0  | 0                             | 0  | 0                    | 0 | 0                             | 0 | 0                     | 1 | 1                           | 0 | 0        | 0 | 0                     | 1  | 1       | 41/41   | 41/41   |
| لزبورن وكاسلري           | 0   | 0       | 18  | 18                          | 3  | 3                       | 10 | 10                | 7  | 7                             | 1  | 1                    | 0 | 0                             | 0 | 0                     | 0 | 0                           | 1 | 1        | 0 | 0                     | 0  | 0       | 40/40   | 40/40   |
| نيوري، مورن وداون        | 14  | 14      | 4   | 4                           | 13 | 13                      | 3  | 3                 | 2  | 2                             | 0  | 0                    | 1 | 1                             | 0 | 0                     | 0 | 0                           | 0 | 0        | 0 | 0                     | 5  | 5       | 41/41   | 41/41   |
| بلفاست                   | 19  | 19      | 12  | 12                          | 7  | 7                       | 7  | 7                 | 8  | 8                             | 1  | 1                    | 1 | 1                             | 3 | 3                     | 0 | 0                           | 0 | 0        | 1 | 1                     | 1  | 1       | 60/60   | 60/60   |
| المجموع                  | 105 | 105     | 125 | 125                         | 63 | 63                      | 89 | 89                | 32 | 32                            | 13 | 13                   | 3 | 3                             | 4 | 4                     | 2 | 2                           | 1 | 1        | 1 | 1                     | 23 | 23      | 462/462 | 462/462 |

## التاريخ
في هذه الفقرة تاريخ الضواحي من عام 1921 إلى الوقت الحالي، إذا أردت تاريخ سابق إذهب إلى مقال مقاطعات أيرلندا الشمالية.
النمط الحالي للحكومة المحلية بإحدى عشر 11 ضاحية بدأ العمل به في الأول من إبريل 2015، جاء من عملية إصلاحية بدأت في عام 2005.
النمط السابق للحكومة المحلية في أيرلندا الشمالية بستة وعشرين 26 مجلس أنشئ في عام 1973 بواسطة قانون الحكومة المحلية لأيرلندا الشمالية (البارونيات) لعام 1971 وقانون الحكومة المحلية لأيرلندا الشمالية عام 1972 والذي استبدل قانون الحكومة المحلية لإيرلندا لعام 1898. النظام أنشئ بناء على تقرير مكروي (Macrory Report)، يونيو 1970، والذي افترض استمرارية وجود حكومة أيرلندا الشمالية لتعمل كسلطة بمستوى وحدة إقليمية.
من عام 1921 إلى عام 1973 قسمت أيرلندا الشمالية إلى 6 مقاطعات إدارية (المقاطعات قسمت إلى أحياء مدنية وريفية) و2 بورو مقاطعة. المقاطعات وبورو المقاطعات استمر كمقاطعات تشريفية وشرفية. النظام مع إبطال الضواحي الريفية بقي كهيكل للحكومة المحلية لجمهورية إيرلندا.

## الإنتخابات
يتم انتخاب المستشارين لأربع سنوات تحت نظام الصوت الواحد القابل للنقل (single transferable vote - STV). أخر انتخابات كانت في مايو عام 2014. وشروط انتخاب مرشح للمستشار هي:
- أن يكون المرشح فوق 18 سنة.
- أن يكون مواطن من إحدى دول الكومنولث أو مواطن إيرلندي أو مواطن من الإتحاد الأوروبي.

بالإضافة إلى الشروط التالية:
- أن يكون ناخب في نفس الضاحية.
- أن يكون امتلك أرض أو مقيم أو عمل في الفترة السابقة للانتخابات ومدتها 12 شهر في نفس الضاحية.

## الدمج
تم دمج الضواحي لأسباب متعدة منها:

### مجالس التعليم والمكتبات
يوجد حالياً خمس مجالس تعليم ومكتبات (education and library boards - ELB) في أيرلندا الشمالية.
كجزء من مراجعة عملية تقديم الخدمات الإدارية العامة وضعت هذه المجالس في الحسبان، وظائف المكتبات لهذه المجالس تم أخذها بواسطة هيئة جديدة تسمى سلطة مكتبات أيرلندا الشمالية (Libraries NI - Northern Ireland Library Authority) في عام 2009.
كان من المفروض جعل وظائف التعليم والمهارات مركزية بوساطة إدارة واحدة تسمى سلطة التعليم والمهارات في يناير عام 2010 ولكن تم تأجيل هذا التحول. بدأً من تشريع يوليو 2013 ولكنها لا زالت في طور التطوير.
مجالس التعليم كالأتي:
| مسلسل | المجلس        | يغطي | صورة                              |
| ----- | ------------- | --- | --------------------------------- |
| 1.    | بلفاست        | | مجالس التعليم الإيرلندية الشمالية |
| 2.    | الشمال الشرقي | أنترم - Antrim باليمينا - Ballymena باليموني - Ballymoney كاريكفرجس - Carrickfergus كوليرين - Coleraine ليرن - Larne ماغيرفيلت - Magherafelt مويل - Moyle نيوتاونأبي - Newtownabbey | مجالس التعليم الإيرلندية الشمالية |
| 3.    | الجنوب الشرقي | أردز - Ards كاسلري - Castlereagh داون - Down لزبورن وشمال داون - Lisburn and North Down                                                                                             | مجالس التعليم الإيرلندية الشمالية |
| 4.    | الجنوبي       | أرما - Armagh بانبريدج - Banbridge كوكستاون - Cookstown كريجافون - Craigavon دونغنون وجنوب تيرون - Dungannon and South Tyrone نيوري ومورن - Newry and Mourne                        | مجالس التعليم الإيرلندية الشمالية |
| 5.    | الغربي        | ديري - Derry فرمانه - Fermanagh ليمافادي - Limavady أوما - Omagh استربان - Strabane                                                                                                 | مجالس التعليم الإيرلندية الشمالية |

### الأقاليم الإحصائية
تم تقسيم أيرلندا الشمالية إلى أقاليم إحصائية تستخدم فقط للإحصاء حسب مديرية الإحصاء للمفوضية الأوروبية (يوروستات) بمستوى ثالث. (أنظر الجدول التالي)
| الرمز | الإقليم       | يغطي |  |
| ----- | ------------- | --- |  |
| UKN01 | بلفاست        | |  |
| UKN02 | خارج بلفات    | كاريكفرجس - Carrickfergus كاسلري - Castlereagh لزبورن - Lisburn نيوتاونأبي - Newtownabbey شمال داون - North Down                              |  |
| UKN03 | الشرق         | أنترم - Antrim أردز - Ards باليمينا - Ballymena بانبريدج - Banbridge كريجافون - Craigavon داون - Down ليرن - Larne                            |  |
| UKN04 | الشمال        | باليموني - Ballymoney كوليرين - Coleraine ديري - Derry ليمافادي - Limavady مويل - Moyle استربان - Strabane                                    |  |
| UKN05 | الغرب والجنوب | أرما - Armagh كوكستاون - Cookstown دونغنون - Dungannon فرمانه - Fermanagh ماغيرفيلت - Magherafelt نيوري ومورن - Newry and Mourne أوما - Omagh |  |

### مجلس الصحة والخدمات الاجتماعية
كان في السابق يوجد 4 مجالس صحة وخدمات اجتماعية وتم استبدالها بمجلس واحد يدعى مجلس الصحة والعناية الاجتماعية في أبريل عام 2009.
وكان توزيع هذه المجالس كالأتي:
| مسلسل | المجلس  | تغطي | صورة                            |
| ----- | ------- | --- | ------------------------------- |
| 1.    | الشرقي  | أردز - Ards بلفاست - Belfast كاسلري - Castlereagh داون - Down لزبون - Lisburn شمال داون - North Down | مجالس الصحة الإيرلندية الشمالية |
| 2.    | الشمالي | أنترم - Antrim باليمينا - Ballymena باليموني - Ballymoney كاريكفرجس - Carrickfergus كوليرين - Coleraine كوكستاون - Cookstown ليرن - Larne ماغيرفيلت - Magherafelt مويل - Moyle نيوتاونأبي - Newtownabbey | مجالس الصحة الإيرلندية الشمالية |
| 3.    | الجنوبي | أرما - Armagh بانبريدج - Banbridge كريجافون - Craigavon دونغنون وجنوب تيرون - Dungannon and South Tyrone نيوري ومورن - Newry and Mourne                                                                  | مجالس الصحة الإيرلندية الشمالية |
| 4.    | الغربي  | ديري - Derry فرمانه - Fermanagh ليمافادي - Limavady أوما - Omagh استربان - Strabane | مجالس الصحة الإيرلندية الشمالية |

## الإصلاح
في يونيو عام 2002 تنفيذية أيرلندا الشمالية بدأت دراسة للإدارة العامة لمراجعة الترتيبات لكم من المسؤوليات والتطوير والإدارة وتقديم الخدمات العامة. وكان من توصياتها تخفيض عدد الضواحي. في عام 2005 بيتر هان وزير الدولة لشئون أيرلندا الشمالية أعلن مقترحات لخفض عدد المجالس إلى 7 مجالس. تم إعلان أسماء وحدود الضواحي في مارس 2007. في مارس 2008 تنفيذية أيرلندا الشمالية وافقت على إنشاء 11 مجلس ضاحية بدلا من السبع. وكان من المقرر إقامة أول انتخابات في مايو 2011. ولكن بحلول مايو 2010 حدث خلاف بين الأحزاب في التنفيذية على ترسيم حدود الضواحي مما أدى إلى تأخير الإصلاح حتى عام 2015. في يونيو عام 2010 تم التخلي عن الإصلاح لفشل تنفيذية أيرلندا الشمالية للتوصل إلى إتفاق. ولكن في 12 مارس 2012 تنفيذية أيرلندا الشمالية نشرت برنامجها للحكومة وشمل التزامها لخفض عدد المجالس في أيرلندا الشمالية إلى 11 مجلس ضاحية.
- التقسيمات الإدارية في المملكة المتحدة

## روابط خارجية
- موقع المجالس المحلية لأيرلندا الشمالية
- جمعية الحكومة المحلية لأيرلندا الشمالية
- دراسة الإدارة العامة لأيرلندا الشمالية
- إدارة البيئة - الحكومة المحلية
- تقرير مكوري
- قانون الحكومة المحلية لأيرلندا الشمالية (الحدود) 1971
- دليل المستشارين لأيرلندا الشمالية
- خريطة مقاطعات المملكة المتحدة والسلطات الوحدوية
- خريطة كل السلطات المحلية في المملكة المتحدة

قالب:مقاطعات أيرلندا الشمالية